# Dieter Klöcker
Dieter Klöcker (Wuppertal, 13 de abril de 1936 - Kirchzarten, 21 de mayo de 2011) fue un clarinetista alemán conocido por redescubrir muchos maestros olvidados del siglo XVIII, como Jan Václav Kněžek y Carl Andreas Göpfert (del que grabó tres conciertos de clarinete en 2008). Descubrió incansables joyas para el repertorio de clarinete y tiene una enorme discografía para mostrarlo.

## Biografía
Klöcker estudió con Karl Kroll y más tarde con Jost Michaels en la Academia de música alemana del noroeste de Detmold, donde también fue el ganador del premio universitario. Después trabajó como clarinetista solista en muchas orquestas durante nueve años y completó numerosas producciones como solista en compañías de radio y radiodifusión, ha participado en giras de conciertos en Europa y en el extranjero.
Hizo conciertos de clarinete de Mozart, Weber, Louis Spohr, Felix Mendelssohn Bartholdy, Bernhard Crusell así como primeras obras románticas-clásicas de Heinrich Backofen en conciertos y grabaciones y dio a conocer al público la obra de compositores olvidados.
De 1975 al 2001 fue profesor en la Universidad Estatal de Música de Friburgo. Su sucesor en este cargo fue Jörg Widmann que había sido su alumno. Klöcker trabajó como investigador musical entre otras la música judía, fue designado para clases magistrales, seminarios y simposios y trabajó como editor. Durante décadas de trabajo, construyó un archivo de música de cámara que incluye música clásica de los siglos XVIII y XIX así como también de compositores poco interpretados.
En 1962, Klöcker fue el fundador y responsable del "Consorcio Classicum", con el que tocó muchos conciertos y festivales de música tanto en Alemania como en el extranjero. Realizó grabaciones con EMI, cpo, Teldec, Columbia Records, Orfeo, MDG, Novalis y Koch-Schwann, entre otros. Muchos de ellos recibieron premios como el "German Record Award", el "Premio della Critica Discografica Italiana" y el "Wiener Flötenuhr" de Viena. Compartió una larga colaboración y amistad musical con el pianista Werner Genuit (1937-1997), a quien conoció cuando eran niños en Wuppertal.
Klöcker inició una biografía antes de su muerte. Eso quedó inacabado. Murió en Kirchzarten cerca de Friburgo. En su honor, el sello MDG publicó póstumamente una caja con 7 CD que daban una visión general de su trabajo.